# Зайцева, Татьяна Дмитриевна
Татьяна Дмитриевна Зайцева (род. 24.02.1998, Днепродзержинск) — украинская шашистка. Мастер спорта Украины (2013). Чемпионка мира по чекерсу 2018 года, призёр чемпионатов Украины по русским шашкам — серебряный (2013) и бронзовый (2014). Обладатель Кубка Украины по шашкам-64 среди женщин (2013, в блице).
Тренеры: Дмитрий Савинский, Игорь Губарев
В настоящее время проживает в Днепродзержинске.

## Биография
Татьяна Зайцева родом из Днепродзержинска. Стала заниматься шашками с третьего класса. Девочку научил играть дедушка. Из интервью: «к нам в класс пришел тренер Дмитрий Савинский и предложил заняться шашками, я с удовольствием согласилась. Почему бы и не попробовать? Тем более, что секция находится рядом с моим домом, в лицее № 2, где я учусь. Сразу к нему ходил почти весь класс, всем нравилось. Но, как это зачастую бывает, из всего коллектива остался один человек. Верна шашкам оказалась лишь я».

### Спортивные достижения
Участница и медалистка чемпионатов Украины по русским шашкам 2013, 2014 гг. Выиграла Кубок Украины (2013)
2013
Серебряный призёр Чемпионата Украины по шашкам-64 среди женщин. Классическая игра
Серебряный призёр Чемпионата Украины по шашкам-64 среди женщин. Быстрая игра
Обладатель Кубка Украины по шашкам-64 среди женщин. Молниеносная игра
2014
Бронзовый призёр Чемпионата Украины по шашкам-64 среди женщин. Классическая игра
Юношеские достижения
Чемпионка мира по шашкам-64 среди младших кадеток в быстрой игре (2011)
Серебряный призёр Чемпионата Мира по шашкам-64 среди младших кадеток в молниеносной игре (2011).
Бронзовый призёр чемпионата Мира по шашкам-64 среди юных надежд (2008), среди младших кадеток (2011).
Чемпионка Украины -
по стоклеточным шашкам: среди юных надежд (2008), среди юниоров (2014, в молниеносной игре), среди молодёжи (2015, в классической и быстрой игре)
по русским шашкам — среди младших кадеток в быстрой и молниеносной игре (2011), среди кадеток в классической и молниеносной игре (2013), абсолютная чемпионка среди кадеток (2014, во всех трех видах)
Серебряный призёр чемпионатов Украины:
по шашкам-64 — среди младших кадеток (2010, в быстрой и молниеносной игре), среди младших кадеток (2011), среди кадетов (2012, в молниеносной игре),
по шашкам-100 — среди младших кадеток (2011, в быстрой игре), среди юниоров (2014),
Бронзовый призёр чемпионатов Украины:
по шашкам-64 — среди юных надежд (2008, в молниеносной игре), среди младших кадеток (2010), среди кадеток (2012, в классической и быстрой игре), среди молодёжи (2015, в молниеносной игре)
по шашкам-100 — среди кадеток (2013, в быстрой и молниеносной игре), среди кадеток (2014, в молниеносной игре)